# Варшавская (платформа)
Варша́вская (ранее Коло́менское) — остановочный пункт Павелецкого направления Московской железной дороги в Москве. Входит в Московско-Горьковский центр организации работы железнодорожных станций ДЦС-8 Московской дирекции управления движением.
Остановочный пункт был открыт в 1900 году вместе со станцией Коломенское при открытии железнодорожной линии от Павельца до Москвы.
Располагается в районе Нагорный, около Варшавского шоссе. Имеет пересадку на одноимённую станцию метро. Рядом, со стороны Варшавского шоссе, находится торгово-досуговый центр «Варшавский», со стороны Каширского проезда располагается автостанция «Варшавская».
Остановочный пункт имеет две пассажирские островные платформы, соединённые подземным переходом со станцией метро. Оборудованы турникетами. Первая платформа используется для обычных поездов (пути I, II), со второй поезда отправляются лишь несколько раз в день (пути III, V). Работают две кассы, одна из них в подземном переходе перед входом в метро, другая перед выходом из перехода со стороны Каширского проезда.
9 декабря 2020 года остановочный пункт переименован в Варшавскую. После ввода в эксплуатацию Большой кольцевой линии Московского метрополитена остановочный пункт стал частью пересадочного узла «Варшавская», пассажиропоток на станции Нагатинская должен был уменьшиться на 40-50 % за счет ухода значительного количества пассажиров на Большое кольцо метро.

## Наземный общественный транспорт
На этой станции можно пересесть на следующие маршруты городского пассажирского транспорта:
- Автобусы: м95, с163, 897, с929, 947, 965, т60, т72